# Clermont-les-Fermes
Clermont-les-Fermes é uma comuna francesa na região administrativa de Altos da França, no departamento de Aisne. Estende-se por uma área de 9,3 km². Em 2010 a comuna tinha 114 habitantes (densidade: 12,3 hab./km²).